# مولودية قسنطينة
مولودية أولمبيك قسنطينة أو مولودية قسنطينة هو نادي كرة قدم، يتمركز في مدينة قسنطينة شرق الجزائر تأسس في حي أربعين شريف العتيق بمباركة الشيخ العلامة عبد الحميد بن باديس تتكون أعلامه من اللونين الأبيض والأزرق، لكن اللون الأبيض يبقى الغالب دائما حيث يتميز به النادي فجعلته منذ تأسيسه يحمل لقب الفريق الأبيض وأنصاره بأنصار البيضاء، بنيت كل مبادئه على الإسلام والعلم بدءا بالتسمية نسبة للمولد النبوي، إلى الألوان التي تجمع بين الإسلام والعلم.

## نبذة تاريخية
في الخامس عشر من شهر ديسمبر من سنة 1939م الذي وافق ليلة الاحتفال بالمولد النبوي الشريف 12 ربيع الأول 1358 هـ كان اليوم الذي ولد فيه الفريق في مدينة قسنطينة فقد كان تأسيسه على يد الشيخ عبد الحميد بن باديس لتكون رسالة النادي وطنية أكثر منها رياضية، كان ثلثي المؤسسين أعضاء في جمعية العلماء. مقر جمعية العلماء المسلمين كان في شارع عريق من المدينة القديمة «ربعين شريف» وفيه تم جمع الأموال لتأسيس فريق المولودية، مع العلم أن فكرة تأسيس النادي كانت في 1938م من طرف حسان بن تشيكو، عبد المجيد بن شريف، بلحاج سعيد شريف، ومنادي عمار لكن لم تحصل على الاعتماد إلا في 15من شهر ديسمبر 1939. ومن بين الأشياء التي ألح عليها الشيخ اللون الأبيض رمزا للإسلام، فكان الاتفاق على اللونين الأبيض رمزا للإسلام الذي سبق ذكره واللون البنفسجي الذي يرمز للعلم، بعد مدة من اختيار اللون البنفسجي لونا ثانيا للمولودية تم فتح نقاش بين المسؤولين عن النادي في تلك الحقبة على إعادة النظر في استبدال اللون البنفسجي بآخر من دون أن يكون مختلفا عنه فكان الاتفاق على الأزرق ومنذ تلك الفترة اللون الأبيض والأزرق هي رموز النادي القسنطيني.

## الحقبة الاستعمارية
كغيره من الفرق الجزائرية الأخرى كانت رسالة الفريق واضحة وهو نشر الوطنية ومقاومة الاحتلال من خلال التظاهرات الرياضية ما خلق مقاومة عرفت بالسياسية-الثقافية ونشر الفكر القومي الوطني من خلال الاحتكاك بالشباب عن طريق الرياضة.

### البداية
بداية المولودية كانت بداية قوية حيث من أول موسم تم إحراز بطولة رابطة قسنطينة لجمعيات كرة القدم التي تعادل لقب البطولة في ذلك الوقت مع رابطة وهران ورابطة الجزائر، أما موسم 1940/1941 فقد توقفت فيه المنافسة بسبب الحرب العالمية الثانية، ليكون المسار بعدها حتى موسم 1947/1948 فكانت المولودية من المشاركين في بطولة شمال إفريقيا لكن المشوار في هذه المنافسة لم يكن طويلا وكان الإقصاء من الدور الأول أمام نادي مولودية الجزائر.
ليأتي الموسم التالي 1948/1949 والعودة للتتويج باللقب للمرة الثانية مما جعل الموك فريقا من فرق النخبة، سمح له بمشاركة دولية أخرى هذه المرة في كأس شمال إفريقيا التي واجه فيها فريق غاليا سبورت آلجي وانتهى اللقاء بهدفين لهدف لصالح المولودية متأهلة لدور الثمانية ضد سبورتينغ كلوب بلعباس لكن الحظ لم يحالف الموك مرة أخرى وانتهى اللقاء بهدف لصفر، الموسم الموالي 1950/1951 كانت المشاركة الثالثة على التوالي للموك في كأس شمال إفريقيا إلا أن الإقصاء كان في دور الثمانية على نفس الفريق سبورتينغ بلعباس بعد تجاوز الدور الأول أمام نادي سكك الحديد الصفاقسي بهدف دون رد، أما موسم 1951/1952 لم يأت بالجديد على بيت المولودية وكان الخروج مبكرا من الدور الأول، موسم 1952/1953 المشاركة الرابعة على التوالي للموك في كأس شمال إفريقيا لكن هذه المرة كانت مخالفة عن سابقاتها فكانت الإرادة أقوى من جانب الموك للوصول إلى أدوار متقدمة في هذه المنافسة التي أصبحت مؤلوفة لديه بعد تجاوز الدور الأول أمام أولمبي أرزيو والوصول للدور الثمانية إلى الدور النصف النهائي أمام الاتحاد الرياضي المغربي للدار البيضاء أين انهزم بهدف يتيم وخرج من المنافسة بعد مشوار كان مشرفا حيث كان يفصله عن النهائي بعد خطوة واحدة فقط. بعد هذه السنوات قل نشاط النادي وتوقف في بعض الأحيان بسبب اندلاع ثورة التحرير النوفمبرية سنة 1954 إلى غاية الاستقلال سنة 1962.

## فريق الدراجات الهوائية
تطورت الرياضة القسنطينية في عدة فروع منذ أيام الاستعمار الفرنسي من بينها رياضة الدراجات الهوائية أين عرفت ظهور عدة فرق كنادي الدراجات الإسلامي القسنطيني (CCMC) الذي تأسس سنة 1933، بالإضافة إلى فريق الموك، شارك في عدة مسابقات قبل وبعد الاستقلال إلى غاية السبعينات أين عرفت الموك بعض المشاكل التي سيتم ذكرها لاحقا.
- (قسنطينة – سكيكدة 1965)

الدراجين الذين تظهرهم الصورة من اليسار الدراج ظربان محمد (CCMC)، وخلفه الدراج بن طاهر من فريق (ASPTT d’Annaba)، من اليمين الدراج بو لحديد (MOC) وخلفه الدراج باها (CCMC)، صاحب المرتية الأولى في هذا السباق كان الدراج الثالث على اليمين فتحي من فريق الموك (MOC).
- (1972 بمناسبة عيد الأضحى قسنطينة - القرارم)

نهاية هذا السباق كانت جد متوترة وصعبة للدارجين والتنافس فيها كان إلى غاية اللحظة الأخيرة.
صاحب المرتبة الأولى في هذا السباق الدراج باها (CCMC) الأول على يسار الصورة، وصاحب المرتبة الثانية الدراج كعوش (MOC) الأول على اليمين في الصورة.

## المولودية من الاستقلال 1962 إلى 1977
بعد الاستقلال ظل الموك وفيا لعادته وحافظ على قوته فقد عرف النادي خلال هذه الفترة أعز أيامه ونجح في فرض نفسه كأقوى فريق جزائري وتملكه على شعبية كبيرة جعلت منه ناديا من بين أفضل خمس فرق جزائرية، نشط نهائي كأس الجمهورية في طبعته الثانية سنة 1964 ضد وفاق سطيف لكنه خسر بهدفين مقابل هدف، استمرت إنجازاته في هذه الفترة بوصوله لنهائي كأس الجمهورية سنتي 1975 و1976 ضد مولودية وهران ومولودية الجزائر على التوالي بعد المرة الأولى في 1964، 
واحتلال مرتبة الوصيف في دوري الدرجة الأولى موسم 1973/1974 بـ 69 نقطة والمرتبة الثالثة وراء شباب بلوزداد بـ 68 نقطة لكل منها لكن الشباب احتل المركز الثاني بفارق الأهداف، تتويجاته ونجاحته بفضل جيله الذهبي أمثال قموح، فندي، كروكرو، زوغمار، الذين صنعوا أجمل أيام المولودية، بل كانوا أيضا من نجوم المنتخب الوطني.

## الإصلاح الرياضي والانسحاب من المنافسة
بعد سنة 1977 قررت الاتحادية الجزائرية تطبيق سياسة جديدة على الفرق الرياضية عرفت بالإصلاح الرياضي 
الذي ينص على دمج فرق كرة القدم بشركات عمومية، فكان الموك سيلحق بشركة سوناطراك إلا أن هناك أشخاص قاموا بعرقلة هذا القرار وإلغائه، ومنهم من كان يسعى لدمج فريقي المدينة الموك والسياسي في فريق جديد وإدخاله تحت رعاية شركة الجرارات بقسنطينة وتسميته بشباب ميكانيك قسنطينة الذي كانت ألوانه الأزرق والبرتقالي
لكن مسيري المولودية في تلك الفترة وعلى رأسهم الرئيس السابق الدكتور بن شريف أعلنوا رفضهم للفكرة ولم يقبلوا بتدخل أطراف خارجية في تقرير مستقبل الموك، ووقع الفريق في مشاكل ومتاهات لم يستطع حلها في ذلك الوقت فما كان من مسيري الموك في ذلك الوقت أن أوقفوا نشاط النادي ورفضهم الاستمرار في المنافسة إلى غاية الخروج من هذه الفترة الصعبة التي مر بها الفريق.

### أين فريق الموك ؟
رفض الموك سياسة الإصلاح الرياضي وخطة دمجه بفريق آخر كما رفض الرجال القائمين عليه الإملاءات الصادرة عن أشخاص ليسوا من عائلة النادي أن يقرروا سياسة الفريق وبسبب كثرة الضغوط التي تلت ذلك أوقف الفريق نشاطه.

لكن محبي الموك لم يستسلموا واستمروا في العمل على إعادة فريقهم ولم شمل المولودية لإرجاع الفريق الذي تربوا معه وعاشوا معه أجمل لحظات الكرة القسنطينية ونجاحاتها، لتأتي الفرصة بداية الثمانينات مع القرار الوزاري الذي ينص على دمج أربع فرق من أربع أكبر جامعات في الجزائر مباشرة في القسم الثاني وهي عنابة، وهران، العاصمة، وأخيرا قسنطينة الذي كان فريقها أمل جامعة قسنطينة المشارك في القسم الثاني 1983/1984، هنا كان التحرك واستغلال الفرصة، وقدم الفاعلون الاقتراح للجامعة، الذي نص على أن المسيرين والأنصار قرروا إعادة نشاط الموك وأرادو دخوله تحت راية الجامعة لكن بشرط وهو التخلي عن فريقها الحالي ويحل مكانه الموك بحيث يسمح له العودة من القسم الثاني وليس من الأقسام الأولى وهو ما وافقت علي الجامعة لكن مع اسم يبقى يربطه بها فاختاروا اسم معاهد علوم قسنطينة. لهذا يظن البعض أن الموك هو فريق الجامعة الأول لكنها ليست الحقيقة لأن هذا القرار ينص على حل فريق الجامعة نهائيا ويحل في مكانه الموك وهذا بموافقة الجامعة طبعا صاحبة الأمر في ذلك وهو ما كان التوافق عليه.

بعض الناس لم يعجبهم الأمر، بأن تقبل الجامعة بذلك ولماذا اختارت هذا الفريق. فبقوا يجحدون بحقيقة الموك لكن في بداية الاحتراف سنة 2009 وخلال الجمعية العامة 16 أفريل عمل المشاركون على إرجاع حق المولودية وإسكات الأفواه التي تتكلم وتضرب استقرار النادي بالمساس في تاريخه، هنا أتى التأكيد على الحقيقة باسترجاع التسمية التاريخية للنادي مولودية أولمبيك قسنطينة وهو ما لم يكن ليسمح به القانون إذا لم يكن هو الموك صاحب التسمية وتحول بعدها النادي إلى شركة ذات أسهم الذي شارك في أول بطولة احترافية في الجزائر موسم 2010/2011.

أما فريق مولودية بلدية قسنطينة هو فريق منبثق عن فريق البلدية القديم أمل بلدية قسنطينة الذي كان تحت رئاسة بعض من المسيرين السابقين للموك الذين استغلوا الوضع واستبدلوا أمل بمولودية لإيهام الناس أنه الموك همهم البحث عن المداخيل والربح على حساب الأنصار ومعهم بعض الحقودين على النادي الذي أرادو تفريق أبناء النادي وعدم السماح بعودة الموك مستغلين الوضع الحرج للفريق في تلك الفترة، ودليل أنه ليس فريق الموك لماذا الرئيس الدكتور بن شريف لم يكن معهم فقد كان رئيس الموك قبل أن يوقف نشاطه لماذا لم يشترك معهم ويساعدهم في خدمة الموك. حتى الناس لم يسيروا معهم إلا القليل فلو كان حقا ما يقولون لماذا بقي هذا النادي في الأقسام السفلى كل هذه الفترة ولم يستطع الصعود والموك صاحب شعبية كبيرة في السبعينات. ولماذا النادي الذي ظهر مكان فريق الجامعة واصل نجاحه ووصل للنصف نهائي للكأس أمام بلوزداد وحقق البطولة الوطنية موسم 1991 ويلتف حوله الأنصار دائما بما فيهم اللاعبين القدامى كذلك. ويقولون أن الموك دخل في شراكة البلدية وليس الجامعة كما دخلت الفرق الأخرى مع شركات وطنية، لماذا لم يغير اسمه كما غيرت كل النوادي أسمائها وعادت لأسمائها السابقة لكن لكل ذي حق حقه.

## العودة للمنافسة
كما سبق ذكره أعاد الموك نشاطه الكروي بشراكة مع جامعة قسنطينة تحت اسم معاهد علوم قسنطينة، لكن هذا الاسم لم يستمر طويلا وأعيد تغييره بداية التسعينات 1989 وأصبح مولودية علوم قسنطينة كما كان الحال مع بقية النوادي الجزائرية التي تغيرت أسمائها في الإصلاح، وهذا الاختيار لم يكن اعتباطيا وإنما كان عن دراسة وحفاظا على مبادئ النادي المبنية على العلم وللتذكير فإن ألوان الموك الأولى هي الأبيض والبنفسجي هذا الأخير الذي يرمز للعلم والمعرفة فحافظ على مبادئه التقليدية ومعالمه الكروية في نفس الوقت منذ تاريخ تأسيسه سنة 1939.
عودة الموك للمنافسة كانت عودة ميمونة فبعد سنتين من الصعود موسم 1987/1988 
تمكن الموك من إحراز أول لقب للبطولة الوطنية موسم 1990-1991. ليعود الفريق من جديد وفي ظرف قصير للواجهة بتحقيق الصعود للقسم الأول وإحراز البطولة الوطنية لدليل على أن الفريق الأبيض قد عاد وأنه قادر على التحدي في أقهر الظروف.

استمر مشوار الفريق بعد هذا الإنجاز فبالرغم من عدم الوصول لمنصات التتويج مرة أخرى التي كانت قريبة كموسم 1998/1999 و1999/2000 بجيل من اللاعبين أمثال: بن سحنون خلاف عكريش قربوعة. كل هذا لم يسمح للموك بالعودة إلى كامل مجدها لعدة أسباب غياب الاستقرار بسبب مشاكل الإدارة خاصة رئاسة النادي والخلاف الذي تبعه خاصة بعد وفاة الرئيس ذيابي التي حالت بينها وبين الاهتمام بالنادي أكثر، بالإضافة للوضع السياسي المضطرب في البلاد آنذاك.

## المولودية بطل الجزائر 1990/1991

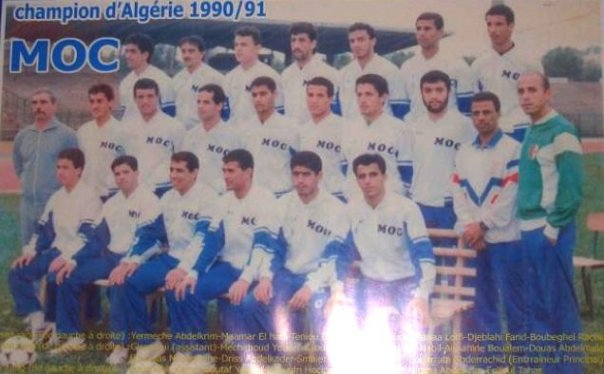
أبطال الجزائر 1990-1991

تمكن الفريق في مـوسم 1990-1991 من الحصول على لقب البطولة الجزائرية فكان التتويج تتـويجين الأول بالحصول على لقب البطولة والثانـي كونه أول فريق قسنـطيـني يهدي المدينة هذا اللقب 

كان الفريق في ذلك الموسم تحت رئاسة ذيابي والمدرب القسنطيني بوعراطة.
ومن لاعبي ذلك الموسم لعور، مانع، بونعاس، زغدو، ممار، تنيو، بوطاف، مشهود، بلحضري، كاوة، دريس...
وكان احتلال المرتبة الأولى بعد 30 جولة برصيد 38 نقطة و16 انتصار وستة تعادلات مع تسجيل ثمانية هزائم وفارق أهداف بـ 11 هدف.

### الترتيب الكامل للبطولة موسم 1990-1991
| المرتبة | الفريق          | نقاط | لعب | ربح | تعادل | خسر | هدف له | هدف عليه | الفارق |
| ------- | --------------- | ---- | --- | --- | ----- | --- | ------ | -------- | ------ |
| 1       | مولودية قسنطينة | 38   | 30  | 16  | 6     | 8   | 36     | 25       | +11    |
| 2       | جمعية وهران     | 36   | 30  | 13  | 10    | 7   | 33     | 30       | +3     |
| 3       | جمعية عين مليلة | 36   | 30  | 15  | 6     | 9   | 34     | 27       | +7     |
| 4       | شبيبة القبائل   | 34   | 30  | 14  | 6     | 10  | 34     | 23       | +11    |
| 5       | مولودية الجزائر | 32   | 30  | 12  | 8     | 10  | 36     | 28       | +8     |
| 6       | شبيبة برج منايل | 31   | 30  | 11  | 9     | 10  | 33     | 38       | -5     |
| 7       | وفاق سطيف       | 30   | 30  | 12  | 6     | 12  | 28     | 36       | - 8    |
| 8       | شباب بلوزداد    | 29   | 30  | 10  | 9     | 11  | 39     | 33       | +6     |
| 9       | إتحاد الحراش    | 29   | 30  | 10  | 9     | 11  | 30     | 28       | +2     |
| 10      | مولودية وهران   | 29   | 30  | 10  | 9     | 11  | 40     | 40       | -      |
| 11      | إتحاد عنابة     | 28   | 30  | 10  | 8     | 12  | 28     | 25       | +3     |
| 12      | وداد تلمسان     | 28   | 30  | 12  | 4     | 14  | 30     | 31       | -1     |
| 13      | شبيبة تيارت     | 28   | 30  | 8   | 12    | 10  | 26     | 29       | -3     |
| 14      | إتحاد بلعباس    | 28   | 30  | 8   | 12    | 10  | 24     | 32       | -8     |
| 15      | شباب قسنطينة    | 28   | 30  | 11  | 6     | 13  | 33     | 35       | -3     |
| 16      | رائد القبة      | 16   | 30  | 4   | 8     | 18  | 10     | 34       | -24    |

## سنين سوداء على البيضاء
موسم 2002/2003 موسم سقط فيه النادي ونزل للدرجة الثانية، منذ ذلك الوقت والموك يلعب في القسم الثاني.

تداول على رئاسته عدة رؤساء ولعب له عدة لاعبين لكن لم يحقق هدف الصعود، والأسباب كثيرة ومتعددة تعتبر هذه الفترة من أصعب الفترات على الفريق وعلى أنصاره لكنهم يبقون يضربون المثل في الوفاء بالرغم من كل هذه الظروف.

### إحصائيات مواسم المولودية في القسم الثاني منذ سقوطه سنة 2002/2003
| الموسم    | المرتبة | لعب | ربح | تعادل | خسر | هدف له | هدف عليه | الفارق | نقاط |
| --------- | ------- | --- | --- | ----- | --- | ------ | -------- | ------ | ---- |
| 2002/2003 | 16      | 30  | 6   | 8     | 16  | 29     | 46       | -17    | 26   |
| 2003/2004 | 2       | 30  | 19  | 4     | 7   | 45     | 19       | +26    | 61   |
| 2005/2004 | 13      | 34  | 10  | 10    | 14  | 38     | 45       | -7     | 40   |
| 2006/2005 | 8       | 34  | 13  | 11    | 10  | 40     | 39       | +1     | 50   |
| 2007/2006 | 6       | 34  | 12  | 9     | 13  | 47     | 39       | +8     | 45   |
| 2008/2007 | 6       | 36  | 15  | 10    | 11  | 42     | 49       | -7     | 55   |
| 2009/2008 | 8       | 32  | 13  | 6     | 13  | 32     | 31       | +1     | 45   |
| 2010/2009 | 15      | 34  | 10  | 10    | 14  | 35     | 40       | -5     | 40   |
| 2011/2010 | 12      | 30  | 8   | 12    | 10  | 39     | 40       | -1     | 36   |
| 2012/2011 | 12      | 30  | 10  | 8     | 12  | 36     | 40       | -4     | 38   |
| 2013/2012 | 14      | 30  | 8   | 9     | 13  | 28     | 40       | -12    | 33   |

## الاحتراف
كان الموسم الكروي 2011/2010 مختلفا عن غيره من المواسم فقد شهد تطبيق سياسة جديدة على فرق البطولة الوطنية بقسميها الأول والثاني فدخلت المولودية عالم الاحتراف كما استرجعت اسم النادي عند التأسيس مولودية أولمبيك قسنطينة ، وهو الاسم الذي أطلقه شيخها وشيخنا عبد الحميد بن باديس على الفريق عند أول أيام تأسيسه.

## تتويجات النادي
- البطولة الوطنية قبل الاستقلال (شرق) :
  - البطل : 1939,1948
- البطولة الوطنية :
  - البطل : 1991
  - الوصيف : 1974,1999
- كأس الجزائر :
  - الوصيف:1964، 1975، 1976
- المشاركات الدولية :
  - بطولة شمال أفريقيا: 1948
  - كأس شمال أفريقيا: 1950
  - كأس شمال أفريقيا: 1951
  - كأس شمال أفريقيا: 1952
  - كأس شمال أفريقيا: 1953
  - كأس المغرب العربي : 1972
  - كأس المغرب العربي : 1976.
  - كأس الكؤوس الإفريقية : 1977
  - كأس إفريقيا للأندية البطلة : 1992
  - كأس الكاف : 2001

## تشكيلة الفريق
2013-2014

ملاحظة: تشير الأعلام إلى المنتخب الوطني على النحو المحدد في قواعد الأهلية للفيفا. قد يحمل اللاعبون أكثر من جنسية واحدة غير تابعة للفيفا.
| الرقم | البلد   | المركز | اللاعب   |
| ----- | ------- | ------ | -------- |
| 12    | الجزائر | حارس   | كيال     |
| 0     | الجزائر |        | خريفي    |
| 6     | الجزائر |        | دحمري    |
| 5     | الجزائر |        | رضا كريم |
| 15    | الجزائر |        | لمايسي   |
| 14    | الجزائر |        | سي الحاج |
| 3     | الجزائر |        | حوش      |
| 17    | الجزائر |        | بوزار    |
| 7     | الجزائر |        | سي عمار  |
| 18    | الجزائر |        | قريشي    |
| 10    | الجزائر |        | قايد     |
| 9     | الجزائر |        | شتيح     |

| الرقم | البلد   | المركز | اللاعب  |
| ----- | ------- | ------ | ------- |
| 8     | الجزائر |        | بوخلوف  |
| 16    | الجزائر |        | فرحات   |
| 4     | الجزائر |        | بوشامة  |
| 20    | الجزائر |        | طوبال   |
| 0     | الجزائر |        | لعبادي  |
| 24    | الجزائر |        | بوربعة  |
| 0     | الجزائر |        | كرفي    |
| 23    | الجزائر |        | كحول    |
| 1     | الجزائر | حارس   | بو عبلو |
| 11    | الجزائر |        | مغني    |
| 22    | الجزائر |        | عفوف    |
| 22    | الجزائر |        | عيادي   |

## عنوان النادي
إقامة الدكتور بن شريف 25000 قسنطينة.
الهاتف: 20 37 61 31 (0) 213 +

## وصلات خارجية
موقع أنصار مولودية قسنطينة